# Perafita (Alijó)
Perafita é uma pequena aldeia localizada na freguesia de Vila Verde, Município de Alijó.
Nesta aldeia que já teve quase cerca de 200 habitantes, imperam as atividades agrícolas e a extração de granito. Aliás o granito marca forte presença nas casas da aldeia de Perafita.
Destaque ainda para a igreja matriz (conhecida como o Santuário do Senhor de Perafita e datada da segunda metade do século XVIII e para o fontanário na base da torre sineira da igreja.
Possui uma escola primária centenária, mas se encontra fechada por falta de alunos.
Como é óbvio em muitas aldeias desta região, a gastronomia consiste em enchidos e presunto.